# Rundblick – Politikjournal für Niedersachsen

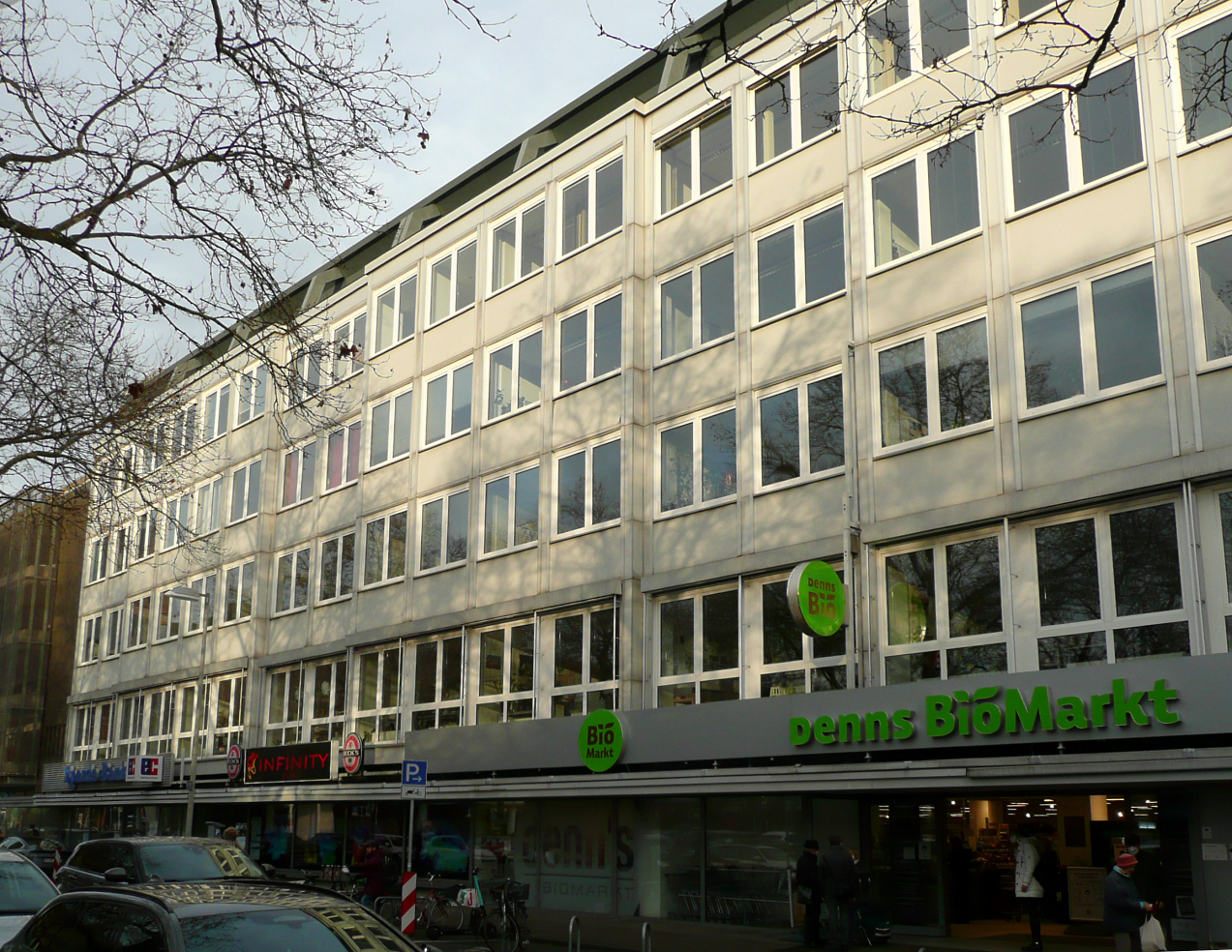
Redaktionssitz des Rundblicks in einem Büro- und Geschäftsgebäude in Hannover

Rundblick – Politikjournal für Niedersachsen ist ein fünfmal in der Woche in Hannover erscheinendes Politikjournal, das schwerpunktmäßig über die niedersächsische Landespolitik berichtet.

## Beschreibung
Der Rundblick erscheint täglich von Montag bis Freitag. Der Vertrieb erfolgt im Abonnement, wobei die Kunden die Zeitschrift als PDF-Dokument per E-Mail zugesandt bekommen. Die Zahl der Abonnenten beläuft sich nach eigenen Angaben auf etwa 1100 (Stand 2018). Zu den Abonnenten zählen vor allem Parlamentarier, Verbände, Behörden und Kommunen. Die Zeitschriftenartikel werden auf der Website des Rundblicks angezeigt, befinden sich aber größtenteils hinter einer Paywall.
Ein kostenloser „Sonntagsnewsletter“ mit der Bezeichnung „Niedersachsen am Sonntag“ kann unabhängig von einem Abonnement bezogen werden.
Herausgeber des Rundblicks ist die Drei-Quellen-Mediengruppe, die im Eigentum des Arbeitgeberverbandes Niedersachsen-Metall steht. Der Redaktion gehören vier Mitarbeiter an. Die Redaktion hat ihren Sitz in Hannovers Innenstadt in der Nähe des Niedersächsischen Wirtschaftsministeriums, des Niedersächsischen Sozialministeriums und des Niedersächsischen Landtags.
Inhaltlich liefert der Rundblick Informationen, Hintergründe und Einordnungen zu landespolitischen Vorgängen sowie politischen Grundsatzfragen. Dabei erscheinen Berichte zu internen Abläufen in der Niedersächsischen Landesregierung, im Niedersächsischen Landtag sowie den Ministerien und der Landesverwaltung. Sich selbst bezeichnet die Zeitschrift als Insider-Magazin für landespolitisch Interessierte, vor allem in Niedersachsen. Sie gilt in dieser Form der Informationsvermittlung „republikweit“ als „Sonderfall“, da es einen vergleichbaren landespolitischen Informationsdienst in anderen Bundesländern nicht gibt. Der Medienwissenschaftler Marcel Machill beschrieb den Rundblick im Jahr 2018 als „gut recherchiert, griffig formuliert und vor allem thematisch relevant“. Der Medienkritiker Lutz Frühbrodt erklärte, dass ihm „beim Kernthema redaktionelle Unabhängigkeit immer Restzweifel“ bleiben, weil der Rundblick dem Arbeitgeberverband Niedersachsen-Metall gehöre.

## Geschichte
Der Rundblick entstand 1964 als Informationsdienst für die Themen Politik- und Unternehmen. Gründer waren der Hauptgeschäftsführer der Unternehmerverbände Niedersachsen Friedrich Freiherr von Gregory, der Präsident der Industrie- und Handelskammer Hannover Clemens von Velsen und der Pumpenhersteller Wolfgang Meinecke. An die drei Verlagsgründer erinnert die heutige Verlagsbezeichnung Drei-Quellen-Mediengruppe. Als 1999 der letzte der drei Gründer aus dem Verlag ausgeschieden war, wurde Dietrich Kröncke, damals Hauptgeschäftsführer des Arbeitgeberverbandes Niedersachsen-Metall, Eigentümer. 2010 übernahm der Verband die alleinige Eigentümerschaft des Verlages. Zu dieser Zeit fusionierte der lange Zeit vom Journalisten Rolf Zick geleitete Nord-Report mit dem Rundblick.
Hatte die Berichterstattung des Rundblicks in den 1960er Jahren vorwiegend Wirtschaftsnachrichten zum Inhalt, widmete er sich in den 1970er Jahren zunehmend der Landespolitik. In den 1970er Jahren wurde die Zeitschrift vor allem von Helmut Rieger geprägt, der von 1974 bis 1993 Redakteur des Blattes war. Rolf Zick beschreibt mit Blick auf die 1970er und 1980er Jahre die Zeitschrift folgendermaßen: „Der Rundblick war besonders in den Ministerien nicht nur Pflicht- sondern auch Lieblingslektüre.“

## Redaktion
- 1970–1993: Helmut Rieger
- 1994–1998: Hans-Peter Sattler
- 1998–2000: Wolfgang Brandt
- 2000–2016: Anne-Maria Zick, Britta Grashorn
- 2016–2019: Martin Brüning, Klaus Wallbaum, Isabel Christian
- 2019–2021: Martin Brüning, Klaus Wallbaum, Niklas Kleinwächter
- Seit 2021: Klaus Wallbaum, Christian Wilhelm Link, Niklas Kleinwächter, Audrey-Lynn Struck

## Publikationen
- Thomas Lada, Klaus Wallbaum (Hrsg.): Karrieren, Krisen & Kontroversen. Meilensteine der niedersächsischen Landespolitik. 60 Jahre Politikjournal Rundblick, Drei-Quellen-Verlag, Hannover 2024, ISBN 978-3-00-078286-2